# Шинер, Игнац Рудольф
Игнац Рудольф Шинер (нем. Ignaz Rudolph Schiner; 17 апреля 1813, Вайтерсфельд, Нижняя Австрия — 6 июля 1873, Вена) — австрийский энтомолог.

## Биография
Игнац Рудольф Шинер с 1831 года изучал юриспруденцию в Вене, затем работал репетитором и в то же время держал экзамен на доктора.
В 1841 году поступил библиотекарем в университетскую библиотеку, а после служил в министерствах земледелия и финансов. 
Работы Шинер касаются преимущественно систематики двукрылых насекомых, причем им впервые был применен аналитический метод для классификации представителей этого отряда. 
Из многочисленных работ Шинера, согласно «ЭСБЕ», заслуживают особое внимание: «Diptera austriaca» («Verh. Wien. zool.-bot. Ver.», 1854—1858, 4 части); «Fauna austriaca. Die Fliegen (Diptera). Nach der analytischen Methode bearbeitet etc.» (Вена, 1860—64, 2 т.; этот классический труд содержит характеристику практически всех европейских родов, описание всех австрийских и германских видов и каталог всех известных в то время европейских видов двукрылых насекомых); «Catalogus systematicus Dipterorum Europae» (Вена, 1864), а также «Dipterologische Fragmente» (вместе с И. Эггером).
Собранная им коллекция насекомых выставлена в Музее естествознания австрийской столицы.